# Wola Pobiedzińska
Wola Pobiedzińska (prononciation : [ˈvɔla pɔbjɛˈd͡ʑiɲska]) est un village polonais de la gmina de Nowe Miasto nad Pilicą dans le powiat de Grójec de la voïvodie de Mazovie dans le centre-est de la Pologne.
Il se situe à environ 5 kilomètres à l'est de Nowe Miasto nad Pilicą (siège de la gmina), 31 kilomètres au sud-ouest de Grójec (siège du powiat) et à 70 kilomètres au sud de Varsovie (capitale de la Pologne).
Le village possède approximativement une population de 150 habitants.

## Histoire
De 1975 à 1998, le village appartenait administrativement à la voïvodie de Radom.